# Governació de Buhayra
La governació de Buhayra (àrab: محافظة البحيرة, muḥāfaẓat al-Buḥayra) és una governació o muhàfadhes d'Egipte amb capital a Damanhūr. Està situada a la part occidental del Nil. La província inclou 13 centres i 14 ciutats. Les principals ciutats, a més de la capital, són Wadi El Natrun i Rosetta. L'any 2006 tenia 4.737.129 habitants.
Inicialment era una pagarquia (kura) de poca extensió, limitada al nord-est de la rodalia d'Alexandria; el seu nom probablement derivada del llac Abukir, anomenar buhayrat al-Iskandariya. Sota els fatimites el país es va dividir en províncies i Buhayra formà una extensa regió a l'oest de la branca Rosetta fins a Alexandria. En època dels mamelucs hi van haver diverses revoltes dels beduïns nòmades del desert occidental, especialment violentes al segle xv, amb una repressió sagnant, execucions sumàries, esclavatge de dones i criatures i confiscació de ramats; també hi va haver revoltes en època otomana. Sota ocupació francesa es van produir també lluites destacant la massacre de la guarnició francesa de Damanhur. A la sortida dels francesos un firman imperial va confirmar als beduïns la possessió de la terra. Muhammad Alfi va utilitzar als beduïns contra Muhammad Ali.